# Xandros
Xandros — семейство операционных систем, которое разрабатывает одноименная корпорация. Основаны на Debian GNU/Linux. Используются на нетбуках ASUS Eee PC 701, 900, 901, 1000H и Asus EP20.
Xandros Corporation была основана в 2001, её штаб-квартира расположена в Нью-Йорке, офисы — в Оттаве, Франкфурте и Сан-Паулу. Она одной из первых подписала соглашение с Microsoft о патентах (2007 год). В 2008 году Xandros Corporation приобрела Linspire, Inc. В 2013 году Xandros, inc. изменила своё название на Bridgeways, Inc.
В январе 2018 года компания PC/Open Systems LLC выкупила Xandros и Linspire у Bridgeways, Inc. и планировала возродить бренд Xandros.

## Продукция
Xandros делает продукцию для потребителей и деловых рынков. Несмотря на то, что дистрибутивы включают много свободного и открытого программного обеспечения, корпорацию критикуют за включение патентованного программного обеспечения собственной разработки.

### Xandros Desktop Home Edition
Триальная 30-дневная версия дистрибутива Xandros, с поддержкой Crossover Office. Она включает в себя «Applications CD», содержащий дополнительные программы, которые могут быть установлены через Xandros Networks. В отличие от Home Edition Premium, Home Edition не содержит фото-менеджера, музыкального менеджера, Security Suite, беспроводных профилей, и умения работать с NTFS разделами.

### Xandros SurfSide Linux
Поддержка IP-телефонии.

### Xandros Desktop Home Edition Premium
Это издание содержит полную версию CrossOver Office Standard Edition, Apllication CD" с дополнительными приложениями, приложения также могут быть установлены через Xandros Networks. Несмотря на своё название, Xandros Desktop Home Edition Premium не включает Xandros Network Premium членство. Xandros Desktop Home Edition Premium включает в себя беспроводные профили и комплексную безопасность.
Xandros предлагает 30-дневную пробную версию Xandros Home Edition Premium, которую можно бесплатно скачать для ознакомления с официального сайта.

### Xandros Desktop Professional
Ранее известная как Xandros Desktop Business Edition, это издание очень схоже с Xandros Desktop Home Edition Premium, но оно включает в себя возможности для проверки подлинности Windows PDC и домен Active Directory, возможность подключаться к проводным и беспроводным сетям, использование PPTP VPN, а также использование широкополосного беспроводного подключения к 3G, GSM и UMTS поддержки. Xandros Desktop Professional была официально выпущена 28 ноября 2006 года.
Как и в случае с Home Edition Premium, Xandros также предлагает 30-дневную пробную версию Xandros Professional.

### Xandros Server
Xandros Server предназначен для работы на серверах. Дистрибутив был официально опубликован на LinuxWorld 2006 и на выставке в Торонто 25 апреля 2006 года, а 1 мая того же года представлен для покупки на официальном сайте Xandros по цене $450. Это первый дистрибутив Линукс, который был сертифицирован ассоциацией DCC Alliance.
В мае 2007 года был выпущен Xandros Server 2.0.